# Lynesack and Softley
Lynesack and Softley – civil parish w Anglii, w hrabstwie Durham. W 2011 civil parish liczyła 1218 mieszkańców.